# Vídeo Show
Vídeo Show foi um programa de televisão brasileiro produzido pela TV Globo e exibido de 20 de março de 1983 até 11 de janeiro de 2019. Exibia atualidades, curiosidades, notícias do meio artístico e acompanhava os bastidores da emissora. Teve diversos apresentadores no passar dos anos, sendo Miguel Falabella, que ficou por mais tempo, durante 16 anos.

## História

### Década de 1980
O Vídeo Show estreou no dia 20 de março de 1983, apresentado pela atriz Tássia Camargo e dirigido e  criado  por Ronaldo Cury, com a proposta de recuperar os principais momentos dos então 18 anos de vida da TV Globo. Inicialmente apresentado aos domingos, o primeiro formato do Vídeo Show já contava com alguns dos ingredientes que marcariam o sucesso do programa. Exemplo disso era a presença de um convidado, que respondia a perguntas enviadas à produção pelos telespectadores e escolhia as cenas que considerava mais relevantes, exibidas na sequência.
Exibido desde 1983, o Vídeo Show passou por muitas fases, teve vários formatos e esteve a cargo de diversos núcleos de produção. Até 1987, por exemplo, mais de 60 atores e atrizes do elenco da Globo desempenharam o papel de apresentador do programa, que também ocupou diferentes espaços na programação. Miguel Falabella, Carla Camurati, Paulo Betti, Kadu Moliterno, Lúcia Veríssimo, Júlia Lemmertz, Herson Capri, Fernanda Torres, Eva Wilma, Dennis Carvalho, Débora Bloch, Nuno Leal Maia, Paulo César Grande, Paulo Goulart, Paulo José, Tony Ramos, Patrícia Pillar, Malu Mader, Myrian Rios, Lucélia Santos, entre outros, estiveram à frente do Vídeo Show.
Em 1987, o Vídeo Show foi totalmente reformulado. Com direção de Cacá Silveira, a atração passou a ser exibida nas tardes de sábado, com apresentação de Marcelo Tas, que também interpretava o personagem Cabeça Branca. A concepção da atração foi totalmente alterada, incluindo o tradicional tema de abertura, baseado na versão de Maynard Ferguson para "Don't Stop 'Til You Get Enough", de Michael Jackson. Nessa fase, que durou poucos meses, o programa contou com mais de 20 quadros diferentes, alguns deles fixos como Micro Especial Musical, com clipes da carreira de um determinado artista, e A TV no Mundo, que retratava programas das televisões asiáticas, europeias e norte-americanas.
Em agosto de 1987, Miguel Falabella assumiu o comando do Vídeo Show. Foram introduzidos quadros como Pergunte ao Seu Astro, Tricotando com Falabella e o tradicional Falha Nossa. Cissa Guimarães assumiu a narração das reportagens e quadros, em abril de 1989. Falabella e Cissa Guimarães passaram a formar, assim, a dupla mais conhecida da história do programa.

### Década de 1990
A revista eletrônica voltou a ser reformulada em abril de 1991, quando estrearam quadros como Túnel do Tempo, no qual eram retratados semanalmente e passou a ser exibido aos sábados, além dos acontecimentos marcantes ocorridos em anos anteriores. Nesse período, a produção passou para Akbar Meirelles e a redação final, para Ricardo Xavier, o Rixa. Em abril de 1992, o Vídeo Show ganhou um novo cenário, criado pelo cenógrafo Mário Monteiro. Um ano depois, quando o programa completou dez anos, houve nova alteração no cenário, recriado pelo próprio cenógrafo, que privilegiou o uso do néon. Também foram produzidas novas músicas e vinhetas, que intercalavam as matérias, sob os cuidados do editor Eduardo Aguillar. Na ocasião, a direção estava a cargo de Roberto Campos e a direção-geral era de Cacá Silveira. A partir de abril de 1994, o Vídeo Show passou a ser exibido diariamente, de segunda a sexta-feira, às 13h30, sob a supervisão de Maurício Sherman. Além do diretor Roberto Campos, passaram a dirigir o programa Eduardo Aguillar e Ângela Sander, que ficava em São Paulo.
Também da capital paulista, a jornalista Renata Ceribelli apresentava algumas atrações. Cissa Guimarães acumulou a função de locutora e repórter carioca. Nessa fase, o conteúdo jornalístico ocupava cerca de 60% do programa e foram criados quadros como Fora do Ar, retratando a intimidade dos astros da televisão, e Em Estúdio, que mostrava entrevistas com músicos e cantores sobre seus novos trabalhos. Em 1995, a equipe de repórteres do Vídeo Show era formada por Cissa Guimarães, Renata Ceribelli e Virgínia Novick, que produziam as matérias externas; o apresentador Miguel Falabella passou a comandar a parte do programa gravada em estúdio. Nessa época, estreou o quadro Antes da Fama, em que artistas recordavam suas profissões anteriores. Ao longo daquele ano, o programa fez parte dos núcleos dirigidos por Maurício Sherman e J. B. de Oliveira, o Boninho, alternadamente.
Em 1996, houve mais uma reformulação do programa, que passou a integrar o núcleo de produção Walter Lacet. Foram produzidas novas vinhetas de abertura e criados novos quadros, como Álbum de Família, em que um artista era convidado a apresentar suas fotos particulares, e Lar Doce Lar, em que a equipe de repórteres visitava a casa dos entrevistados. Foi instituído, ainda, o Troféu Video Show, que premiava as celebridades. Em 1998, o programa mudou de horário, sendo exibido diariamente de segunda a sexta-feira, às 17h. Porém, a mudança foi por pouco tempo, e logo o programa voltou ao seu horário normal, às 13h30, logo após o Jornal Hoje. Ao completar 15 anos, estreou nova programação e novo cenário, com um set para as entrevistas. Em São Paulo, a direção passou para Renata Netto e o programa voltou a ser produzido pelo núcleo J. B. de Oliveira. Em janeiro de 1999, a jornalista Renata Ceribelli foi substituída pela repórter Letícia Nascimento, que assumiu as reportagens produzidas em São Paulo. Em novembro daquele ano, a função passaria a ser ocupada por Chris Couto, após nove anos na MTV Brasil.

### Década de 2000
Uma nova versão da revista eletrônica, buscando aproximar ainda mais os artistas de seu público, estreou em abril de 2000, quando Luiz Gleiser assumiu a direção de núcleo do programa. O apresentador Miguel Falabella passou a receber os convidados e a realizar as entrevistas no estúdio, que agora incluía a presença de uma plateia. A edição de sábado teve a pauta ampliada e Cissa Guimarães estreou o quadro Gentem como a Gente, no qual passava o dia com uma celebridade. A atriz Zezeh Barbosa foi incorporada à equipe do programa, que deu nova ênfase ao humor. Em agosto de 2000, o ator André Marques passou a integrar a equipe do programa como repórter. Na ocasião, sob a direção de Denise Saraceni, o Vídeo Show sofreu nova reformulação com a estreia de novos quadros, como Correio da Fama - que, mensalmente, trazia os artistas da Globo que mais recebiam cartas - e Antenado, com “pílulas” do noticiário nacional e internacional.
Entre 2000 e 2001, André Marques e Cissa Guimarães passaram a apresentar o programa juntos, cobrindo as férias de Miguel Falabella. Em 2001, o Vídeo Show ganhou novo cenário. Em dezembro do mesmo ano, a apresentadora Angélica fez sua estreia no programa, comandando o quadro Video Game, um game show envolvendo celebridades e seus conhecimentos sobre a programação da Globo. Em 3 de junho de 2002, André Marques substituiu Miguel Falabella no comando da atração. Falabella ficou 15 anos à frente do Vídeo Show, tendo apresentado 2.618 edições do programa. No dia 11 de julho de 2002, sob a direção de Ângela Sander, o Vídeo Show completou três mil apresentações, passando por outra reformulação e reunindo três novos repórteres: Ana Furtado, Bruno de Luca e Renata Simões.
A revista eletrônica completou 20 anos de exibição em março de 2003. Neste ano, a produção do programa passou a contar com o Astromóvel, um carrinho elétrico estilizado, entre os vários existentes no Projac, utilizado pelos apresentadores para conduzir os atores até os estúdios de gravação enquanto eram feitas as entrevistas. No mesmo ano, a direção-geral do programa foi assumida por Mariozinho Vaz. A atriz Mariana Hein virou repórter do programa. A partir de 12 de abril de 2003, a edição especial de sábado do Vídeo Show, que exibia os melhores momentos do programa, passou a ser apresentada por Angélica e André Marques. Nessa época, os apresentadores começaram a reproduzir, de forma bem-humorada, cenas marcantes das novelas da emissora. Com a estreia do programa Estrelas em 2006, o Vídeo Show deixou de ser exibido aos sábados.
Em abril de 2006, com André Marques comemorando seis anos na apresentação diária do programa, o Vídeo Show ganhou novos quadros e apresentadoras: Ellen Jabour fazendo matérias no Rio de Janeiro, e Sarah Oliveira, em São Paulo. Durante o mês de março de 2008, a apresentadora Cissa Guimarães cobriu as férias de André Marques no comando do programa, em comemoração aos 25 anos do programa. A partir do dia 31 de março do mesmo ano, a atriz Nívea Stelmann virou repórter do programa no Rio de Janeiro e André Marques continuou como apresentador do programa, assim como Sarah Oliveira, que se manteve à frente das reportagens em São Paulo. Em 13 de abril de 2009, o Vídeo Show passou a ser produzido pelo núcleo do diretor J. B. de Oliveira, o Boninho, com direção-geral de Carlos Magalhães e direção de Vivi de Marco. A atração era exibida ao vivo, de segunda a sexta-feira, a partir das 13h45. O programa passou também a dar informações sobre teatro, cinema e música, com matérias de todo o Brasil. A apresentação ficou a cargo de André Marques, Geovanna Tominaga, Luigi Baricelli, Fiorella Mattheis e Ana Furtado.

### Década de 2010
Em 2010, o Vídeo Show continuou apresentando curiosidades de bastidores, além de entrevistas e brincadeiras com os famosos. A escritora Thalita Rebouças passou a integrar o time de reportagem do Vídeo Show, mostrando diversas coisas do mundo jovem, no quadro Fala Sério, Vídeo Show!. O ator Bruno de Luca assumiu a câmera do Vídeo Show e invadiu as mais badaladas festas, e a atriz Cissa Guimarães voltou ao Vídeo Show visitando a casa dos famosos, no quadro Gentem como a Gente. Em 10 de janeiro de 2011, o programa estreou novo cenário. Três painéis de LED passaram a integrar o ambiente, dando ao telespectador a sensação de mesclar a caixa cênica com o vídeo. A partir de 29 de agosto, André Marques e Ana Furtado passaram a apresentar o programa diretamente da redação da atração. Geovanna Tominaga mostrava o melhor dos bastidores, além de acontecimentos da televisão e da vida das celebridades, no Vídeo Show News, e Bruno de Luca continuou fazendo reportagens especiais para o programa.
O ano de 2012 foi marcado pela estreia de Jaqueline Silva como repórter do Vídeo Show. A partir de 1 de março, ela se juntou aos apresentadores André Marques e Ana Furtado, ao repórter Bruno de Luca e à apresentadora do Video Show News, Dani Monteiro, formando a equipe do programa. Em 2013, o programa comemorou 30 anos no ar. André Marques e Ana Furtado continuaram como apresentadores do programa e receberam diversos artistas no estúdio para um bate papo. Neste ano, a equipe de repórteres do Vídeo Show ganhou diversos reforços. Vinicius Valverde, conhecido por fazer matérias de rua no Big Brother Brasil, entrou para o programa, em abril. Marcela Monteiro, que até então era repórter do programa Mais Você, entrou para o programa, em junho. O ator e apresentador Otaviano Costa passou a fazer parte da equipe do vespertino, em julho, ao lado de André Marques, Ana Furtado, Jaqueline Silva, Marcela Monteiro, Vinicius Valverde e Dani Monteiro.
Depois de 11 anos à frente do programa, André Marques se despediu do Vídeo Show no dia 4 de outubro de 2013, e Ana Furtado, que integrou a equipe do programa por oito anos e meio, entre as funções de repórter e apresentadora, também deixou a atração. Os repórteres passaram a se revezar na apresentação até o dia 18 de novembro, quando a atração ganhou plateia, novo cenário, formato e o apresentador Zeca Camargo. Durante cerca de um ano, o Vídeo Show foi centrado na presença de um convidado - a estreia foi com Susana Vieira - e entrevistas, games e cenas relembravam com bom humor a trajetória desse artista. A equipe de repórteres do programa era formada por Otaviano Costa, Marcela Monteiro, Dani Monteiro, Didi Effe e Pathy Dejesus.
Após essa reformação, a audiência do programa caiu e, após cerca de um ano, Zeca Camargo foi convidado pelo programa a viajar pelo mundo e apresentar novidades sobre a televisão em outros lugares do planeta e o programa ficou com a apresentação de Otaviano Costa. O quadro, que ganhou o nome de Pelo Mundo das TVs, ficou no ar por pouco tempo, e depois do fim do quadro, Zeca nunca mais voltou à apresentação do programa e o formato inaugurado foi abandonado. O programa ainda ganhou o reforço de dois repórteres, a atriz Mariana Xavier e o ator Dudu Azevedo; em outubro, o ator Sérgio Hondjakoff e as gêmeas do nado sincronizado Bia e Branca Feres passaram a fazer parte da equipe do programa vespertino, ao lado dos apresentadores Zeca Camargo e Otaviano Costa e dos repórteres Marcela Monteiro, Didi Effe, Pathy Dejesus e Mariana Xavier.
Entre 12 de janeiro e 3 de abril de 2015, o programa sofreu uma pequena mudança enquanto se pensava em uma nova reformulação. A apresentação foi apenas de Otaviano Costa e foi feito um rodízio de famosos na apresentação dos quadros do programa. Eles se revezaram na condução de matérias que resgatavam os arquivos e mostravam os bastidores das produções da emissora ao longo das cinco décadas do canal. Algumas dessas atrações foram a exibição da Escolinha do Professor Raimundo em edições diárias de 10 minutos e o quadro Novelão, que reprisou grandes clássicos da emissora e era apresentado pelas atrizes principais das reprises exibidas - por exemplo, a exibição de Laços de Família contou com a apresentação de Carolina Dieckmann.
Monica Iozzi e Otaviano Costa estrearam na bancada no dia 6 de abril de 2015. A atração voltou a ser ao vivo e ganhou novo cenário, com bancada e telão de LED que exibia imagens coloridas. Otaviano e Mônica comemoraram a nova empreitada com humor e apresentaram, ao longo da semana, as novidades da atração. Entre as novidades do programa, o ator Marcelo Serrado estreou o quadro Me Engana Que Eu Gosto, que relembrou momentos e personagens históricos da TV Globo. Além disso, a atração contou com a volta do quadro Gentem Como a Gente, apresentado pela atriz Cissa Guimarães. O ator Miguel Falabella também voltou para encerrar os programas diariamente com mensagens especiais e a famosa saudação final, eternizada por ele durante os anos em que esteve na atração. A repórter Marcela Monteiro continuou mostrando os bastidores e participando de links ao vivo.
Em 18 de maio, Alinne Prado, até então repórter do programa Encontro com Fátima Bernardes, passou a fazer parte da equipe de repórteres do Vídeo Show. Em 11 de junho, Joaquim Lopes e Giovanna Ewbank entraram para o time de apresentadores do programa vespertino. A dupla foi responsável por reportagens sobre as produções da Globo e pela apresentação eventual do programa. O humorista Rodrigo Sant'Anna também passou a fazer parte do programa, interpretando a personagem Carol Paixão. Em 15 de fevereiro de 2016, Joaquim Lopes passou a dividir temporariamente a bancada do programa com Otaviano Costa após a saída de Monica Iozzi, que deixou o programa para focar na carreira de atriz. Em 14 de março, o programa trouxe várias novidades, entre elas a chegada da atriz Maíra Charken, que assumiu a apresentação do programa ao lado de Otaviano Costa, fazendo com que Joaquim retornasse apenas para as reportagens. A equipe de repórteres do Vídeo Show ainda ganhou o reforço da ex-BBB Ana Paula Renault, do Big Brother Brasil 16, e da atriz Susana Vieira. Em 24 de março, Rafael Cortez entrou para o time de repórteres.
Em abril, após diversas críticas do público, Maíra Charken deixou o posto de apresentadora para se tornar repórter e, em seu lugar, assumiu um rodízio de apresentadores ao lado de Otaviano com os até então repórteres, que incluía Alinne Prado (segunda e quarta), Rafael Cortez (terça), Joaquim Lopes (sexta) e a atriz Susana Vieira (quinta). Em 5 de agosto, o rodízio chegou ao fim e Joaquim Lopes assumiu integralmente o posto de apresentador ao lado de Otaviano. O programa ganhou um recesso de duas semanas (de 8 a 19 de agosto) do mesmo ano para a exibição dos Jogos Olímpicos de Verão de 2016 pela TV Globo. Em 20 de fevereiro de 2017, Sophia Abrahão assumiu a bancada do programa durante as férias de Otaviano Costa, porém acabou sendo integrada oficialmente após seu retorno, fazendo um revezamento de duplas com ele e Joaquim durante os dias da semana na bancada. Em 21 de julho de 2017, Rafa Brites foi confirmada como nova integrante do programa.
Em 10 de novembro, foi anunciado que Joaquim suspenderia o comando do programa por 10 meses, em 12 de janeiro de 2018, para focar em sua carreira de ator, permanecendo na apresentação apenas Otaviano e Sophia a partir de então.
Em 5 de fevereiro de 2018, Marcos Veras assumiu o comando do programa, durante as férias de Otaviano Costa. Devido à Copa do Mundo FIFA de 2018, o programa saiu do ar. Em 16 de julho, Otaviano Costa deixou a apresentação do programa, sendo substituído por Vivian Amorim e Fernanda Keulla ao lado de Sophia Abrahão. Além de trazer as reportagens, Felipe Titto e Ana Clara ficavam no estúdio com a interação com os internautas. Em 17 de agosto, Márvio Lúcio, Maurício Meirelles e Matheus Mazzafera foram anunciados como repórteres. Em 24 de setembro, Fernanda e Vivian passaram a fazer um rodízio no programa devido à rejeição do público e, em 16 de novembro, deixaram definitivamente o programa, tendo o retorno de Joaquim Lopes na apresentação, atendendo o pedido do público no dia 14. Em 28 de dezembro, como parte da reformulação em busca de melhor audiência, Ana Clara também deixou o programa. Em 31 de dezembro, foi exibida a última edição do Vídeo Show Retrô, especial de fim de ano do programa.
Em 11 de janeiro de 2019, o Vídeo Show chegou ao fim e foi substituído pela extensão da Sessão da Tarde devido aos baixos índices de audiência – desde 2016, o programa constantemente ficava em segundo lugar e, desde agosto de 2018, não atingia mais o primeiro lugar, perdendo para a Hora da Venenosa, da RecordTV, sendo que algumas vezes chegava a ficar em terceiro atrás das reprises de Chaves, no SBT.

## Momento Vídeo Show
Entre 30 de janeiro e 24 de setembro de 2019, os programas Mais Você, Encontro com Fátima Bernardes e É de Casa exibiram o quadro Momento Vídeo Show, onde mostravam bastidores dos programas e novelas.

## Especial
Os primeiros boatos de relançamento do programa começaram a surgir em maio de 2024, quando Eliana estava em negociações com a TV Globo, o que foi negado inicialmente pelo canal. Em junho, chegou a ser noticiado que o Vídeo Show e o Planeta Xuxa poderiam ser relançados em edições especiais em comemoração aos 60 anos da TV Globo em 2025. Em outubro, durante o Upfront 2025, o retorno do Vídeo Show foi confirmado, mas como um especial, abrindo a maratona de 60 horas de comemorações do sexagenário da TV Globo no dia 25 de abril de 2025. Porém, foi antecipado para o dia 24 de abril de 2025.
O especial foi exibido em um horário excepcional, às 22h30, logo após a novela Vale Tudo. A apresentação foi de Miguel Falabella e Cissa Guimarães, que conduziram a atração ao lado de convidados que já atuaram como apresentadores e repórteres do programa, incluindo Angélica, André Marques, Otaviano Costa, Monica Iozzi e Joaquim Lopes.
Além disso, o especial contou com a participação de novos nomes que fizeram parte do formato especialmente para esta edição, como Paulo Vieira, Milton Cunha, Marcos Mion e Tati Machado. A direção artística do especial foi assinada por Daniela Gleiser. 

## Equipe

### Apresentadores
- Tássia Camargo (1983)
- Rodízio de apresentadores diário (1983–1987)
- Marcelo Tas (1987)
- Miguel Falabella (1987–2002; 2016)
- Cissa Guimarães (1989–2001; 2008)
- Márcio Garcia (1997–1999)
- André Marques (2002–2013)
- Ana Furtado (2009–2013)
- Geovanna Tominaga (2009–2012)
- Luigi Baricelli (2009–2010)
- Fiorella Mattheis (2009–2010)
- Zeca Camargo (2013–2015)
- Otaviano Costa (2015–2018)
- Monica Iozzi (2015–2016)
- Maíra Charken (2016)
- Giovanna Ewbank (2016)
- Rafael Cortez (2016)
- Susana Vieira (2016)
- Alinne Prado (2016)
- Joaquim Lopes (2016–2018; 2019)
- Sophia Abrahão (2018–2019)
- Bruno Cabrerizo (2018)
- Fernanda Keulla (2018)
- Vivian Amorim (2018)

### Colunistas
- Renato Aragão (2013)
- Paulo Ricardo (2015)
- Miguel Falabella (2015–2019)

### Repórteres
- Cissa Guimarães (1994–2001; 2011–2012; 2015)
- Renata Ceribelli (1994–1998)
- Virgínia Novick (1995–1998)
- Letícia Nascimento (1999)
- Chris Couto (1999–2001)
- André Marques (2000–2001)
- Zezeh Barbosa (2000–2001)
- Paulo Vilhena (2000–2002)
- Bruno de Luca (2002–2003; 2009–2013)
- Ana Furtado (2002–2006)
- Renata Simões (2002–2003)
- Mariana Hein (2003–2006)
- Thiara Palmieri (2005)
- Ellen Jabour (2006–2008)
- Sarah Oliveira (2006–2009)
- Nívea Stelmann (2008–2009)
- Thalita Rebouças (2009–2011)
- Jaqueline Silva (2012–2014)
- Dani Monteiro (2012–2014)
- Vinicius Valverde (2013)
- Otaviano Costa (2013–2014)
- Pathy Dejesus (2013–2014)
- Didi Effe (2013–2014)
- Marcela Monteiro (2013–2019)
- Mariana Xavier (2014–2015)
- Dudu Azevedo (2014)
- Sérgio Hondjakoff (2014)
- Bianca Feres (2014–2015)
- Branca Feres (2014–2015)
- Alinne Prado (2015–2017)
- Joaquim Lopes (2015–2016)
- Giovanna Ewbank (2015–2016)
- Rodrigo Sant'Anna (2015–2018)
- Rafael Cortez (2016–2018)
- Ana Paula Renault (2016)
- Sophia Abrahão (2016–2017)
- Rafa Brites (2017–2018)
- Mônica Salgado (2017–2019)
- Fernanda Keulla (2018)
- Vivian Amorim (2018)
- Ana Clara (2018)
- Maurício Meirelles (2018–2019)
- Matheus Mazzafera (2018–2019)
- Felipe Titto (2018–2019)
- Carioca (2018–2019)

## Quadros
Fonte: Memória Globo
Década de 80
- Falha Nossa (erros de gravação)
- Micro Especial Musical
- A TV no Mundo
- Pergunte ao seu Astro
- Tricotando com Falabella
- Troféu Vídeo Show
- Telemania

Década de 90
- Túnel do Tempo (a partir de 1991 até o término do programa)
- Roda Outra Vez
- Revirando o Baú
- Bastidores (a partir de abril de 1993 até o término do programa)
- Em Estúdio
- Por Onde Anda?
- Nossos Comerciais, Por Favor
- Fora do Ar
- Qual é a Boa?
- Antes da Fama (a partir 1995 até o término do programa)
- Destaques da TV

Década de 2000
- Vídeo Game (2001-2011)
- Antenado
- Astromóvel
- Quem é Vivo Sempre Aparece
- Cabeção em Ação (com Sérgio Hondjakoff)
- Reencontro Marcado (a partir de 2006)
- Baila Comigo
- Jogo da Memória
- Filho da Mãe
- Sim e Daí?
- Correio da Fama
- Tintim Por Tintim
- Telinha Direta
- 30 Segundos de Fama
- Inventando Moda
- Ó, Dúvida Cruel
- Agenda Cultural
- Trilha Sonora
- Curto-Circuito
- Espelho Mágico
- Tele-Ligados

Década de 2010
- Memória Globo
- Vídeo Boy
- Vale a Pena Rir de Novo
- Baú do Vídeo Show
- Crescendo na TV
- Diário de Gravação
- Pediu, Passou
- Caso Verdade
- Memória Nacional
- Meu Vídeo é Um Show
- Selfie da Verdade
- Giro do Vídeo Show
- Novelão da Semana
- Aniversariantes do Dia
- Você Viu?
- 8 ou 800
- Gentem com a Gente
- Tá Na Mesa, Pessoal

## Prêmios e indicações
| Ano  | Prêmio                    | Categoria                     | Nomeação       | Resultado |
| ---- | ------------------------- | ----------------------------- | -------------- | --------- |
| 2004 | Troféu Imprensa           | Melhor Programa de TV         | Vídeo Show     | Indicado  |
| 2007 | Prêmio Extra de Televisão | Melhor Programa               | Vídeo Show     | Venceu    |
| 2009 | Prêmio Extra de Televisão | Melhor Programa               | Vídeo Show     | Indicado  |
| 2010 | Prêmio Extra de Televisão | Melhor Programa               | Vídeo Show     | Indicado  |
| 2015 | Troféu Internet           | Melhor Programa de Entrevista | Vídeo Show     | Indicado  |
| 2015 | Prêmio Extra de Televisão | Melhor Programa               | Vídeo Show     | Venceu    |
| 2015 | Prêmio Extra de Televisão | Melhor Apresentador           | Monica Iozzi   | Venceu    |
| 2015 | Prêmio Extra de Televisão | Melhor Apresentador           | Otaviano Costa | Indicado  |
| 2015 | Troféu APCA               | Melhor Apresentador           | Monica Iozzi   | Venceu    |
| 2016 | Troféu Internet           | Melhor Apresentadora          | Monica Iozzi   | Indicado  |
| 2016 | Troféu Internet           | Melhor Apresentador           | Otaviano Costa | Indicado  |